# ウィル・マギー
ウィル・マギー（Will Magie、1992年2月23日 - ）は、メジャーリーグラグビー、オースティン・ギルグロニスに所属するラグビー選手。

## プロフィール
- イングランド・ロンドン出身[1]。
- ポジションはスタンドオフ(SO)、フルバック(FB)。
- 身長 183cm、体重 84kg
- U20アメリカ代表に選ばれたことがある[2]。
- アメリカ代表キャップは26（2021年2月現在）でラグビーワールドカップ2019のアメリカ代表に選ばれた[3]。

## 略歴
オトレイ、イーリング・トレイルファインダーズ、オールドアルバニアン、デンバー・スタンピード、イーリング・トレイルファインダーズ、コロラド・ラプターズ、ロンドン・スコティッシュFCを経て、2020年、オースティン・ギルグロニスに加入。   